# Corneliu Furculiță
Corneliu Furculiță (n. 30 iunie 1969, Sadova, Călărași) este un jurist și un om politic din Republica Moldova, care din decembrie 2014 este deputat în Parlamentul Republicii Moldova, fiind președintele fracțiunii parlamentare a Partidului Socialiștilor din Republica Moldova (PSRM). 
La alegerile parlamentare din 30 noiembrie 2014 din Republica Moldova a candidat la funcția de deputat de pe locul 13 în lista candidaților PSRM.